# یاسمین میظر
یاسمین میظر (به انگلیسی: Yassamine Mather) فعال سیاسی ایرانی ساکن انگلستان و سردبیر نشریه کریتیک و پژوهشگر در دانشگاه آکسفورد (Advanced Research Computing) است.
او تحصیلاتش را در دانشگاه منچستر (رشته مهندسی برق و الکترونیک) و دانشگاه سنت اندروز (رشته فیزیک) گذرانده‌است.
یاسمین میظر پس از آنکه منبع مالی تلویزیون ایران اینترنشنال محل مناقشه شد، در فیس‌بوک گفت که پس از پی بردن به منبع مالی شبکه، دیگر در آن حضور نیافته و بابت شرکت در برنامه‌های شبکه‌های مختلف از جمله ایران اینترنشنال حق‌الزحمه دریافت نمی‌کند. او همچنین گفت عمداً در یکی از برنامه‌های تلویزیونی شبکه من و تو دربارهٔ نتانیاهو حرف‌هایی زده‌است تا دیگر از او به عنوان کارشناس برای حضور در شبکهٔ من و تو دعوت نکنند.
http://www.ox.ac.uk/news-and-events/find-an-expert/mrs-yassamine-mather
https://oxford.academia.edu/YassamineMather